# Nguyễn Nhật Minh
 (octobre 2024).
Nguyễn Nhật Minh, né le 27 juillet 2003 à Haïphong, est un footballeur professionnel Vietnamien évoluant au poste de défenseur central pour Hai Phong en V.League 1.

## Biographie
Né à Hải Phòng, Nhật Minh a commencé sa carrière de footballeur à l'Hoàng Anh Gia Lai. À l’âge de 18 ans, il est transféré chez Nutifood. Là, il faisait partie de l'équipe qui a remporté le Championnat national vietnamien des moins de 21 ans. Peu de temps après, Nutifood a libéré tous ses joueurs seniors.
Au début de 2023, Nhật Minh a signé pour Hai Phong, évoluant en V.League 1, mais a été rapidement prêté au Long An, où il a fait ses débuts senior en 2023 V.League 2 (en). Le 27 février 2024, il a fait ses débuts avec Hải Phòng lors d'un match nul 2-2 en V.League 1 à domicile contre Sông Lam Nghệ An. Il a ensuite rapidement gagné une place de titulaire dans l'équipe grâce à ses solides performances, en commençant dans 14 des 17 matchs restants de l'équipe jusqu'à la fin de la saison 2023–24,.